# غيلبرت ماير (ترجمان)
غيلبرت ماير (بالإنجليزية: Gilbert Mair)‏ هو ترجمان ‏ نيوزيلندي، ولد في 10 يناير 1843، وتوفي في 29 نوفمبر 1923.